# Château du Plessis-Châtillon
 (novembre 2024).
La mise en forme du texte ne suit pas les recommandations de Wikipédia : il faut le « wikifier ».
Les points d'amélioration suivants sont les cas les plus fréquents :
- Les titres sont pré-formatés par le logiciel. Ils ne sont ni en capitales, ni en gras.
- Le texte ne doit pas être écrit en capitales (les noms de famille non plus), ni en gras, ni en italique, ni en « petit »…
- Le gras n'est utilisé que pour surligner le titre de l'article dans l'introduction, une seule fois.
- L'italique est rarement utilisé : mots en langue étrangère, titres d'œuvres, noms de bateaux, etc.
- Les citations ne sont pas en italique mais en corps de texte normal. Elles sont entourées par des guillemets français : « et ».
- Les listes à puces sont à éviter, des paragraphes rédigés étant largement préférés. Les tableaux sont à réserver à la présentation de données structurées (résultats, etc.).
- Les appels de note de bas de page (petits chiffres en exposant, introduits par l'outil «  Source ») sont à placer entre la fin de phrase et le point final[comme ça].
- Les liens internes (vers d'autres articles de Wikipédia) sont à choisir avec parcimonie. Créez des liens vers des articles approfondissant le sujet. Les termes génériques sans rapport avec le sujet sont à éviter, ainsi que les répétitions de liens vers un même terme.
- Les liens externes sont à placer uniquement dans une section « Liens externes », à la fin de l'article. Ces liens sont à choisir avec parcimonie suivant les règles définies. Si un lien sert de source à l'article, son insertion dans le texte est à faire par les notes de bas de page.
- La présentation des références doit suivre les conventions bibliographiques. Il est recommandé d'utiliser les modèles {{Ouvrage}}, {{Chapitre}}, {{Article}}, {{Lien web}} et/ou {{Bibliographie}}. Le mode d'édition visuel peut mettre en forme automatiquement les références.
- Insérer une infobox (cadre d'informations à droite) n'est pas obligatoire pour parachever la mise en page.

Pour une aide détaillée, merci de consulter Aide:Wikification.
Si vous pensez que ces points ont été résolus, vous pouvez retirer ce bandeau et améliorer la mise en forme d'un autre article.
Le château du Plessis-Châtillon est un château situé en Mayenne, à Châtillon-sur-Colmont, à 2 500 mètres au nord-est du bourg. Construit en 1561, il doit son nom aux seigneurs qui l'ont habité à partir de 1670. 

## Toponymie
- La terre du Piessys, 1387 (Archives nationales, P. 1.334/1).
- Le Plessis sur Colmont, 1570 (Histoire de Mayenne).
- La maison seigneuriale, les domaine et moulins du Plessis Châtillon, 1669 (Aveu de Mayenne).
- Le Plessis en Châtillon, marquisat, château, deux étangs, moulin (Jaillot).
- Le Plessis, château, village, signal (Carte de Cassini).

## Histoire
La châtellenie du Plessis-Châtillon, mouvante de Mayenne, avec les terres de la Ponnière, Crapon, Nancé, Montguerré, l'Écluse, Colombiers, la Gauberdière, a été érigée en marquisat par lettres patentes de mars 1624, confirmées en avril 1698.  
Le château est resté simple et l'on s'étonne « que le marquis, riche, au dire de Colbert, de 50 000 ₶ de rente, se soit contenté de ce logis ». Il est flanqué à chaque extrémité d'un pavillon carré et en façade, un peu à l'est, d'une tour octogonale à la base, ronde vers le haut et couronnée d'un toit en forme de cloche. Les dates 1561, 1569, accompagnant l'écusson du Plessis-Châtillon indiquent l'époque de cette construction, augmentée encore de deux pavillons moins élevés, dont l'un, celui de l'est, a servi de chapelle.
D'après des mémoires domestiques, le château primitif aurait été rasé pendant les guerres anglaises au XIVe siècle.[réf. nécessaire]
Les seigneurs du Plessis sont inhumés dans un caveau voûté, consituant une crypte sous l'avant-chœur de l'église Saint-Martin de Châtillon-sur-Colmont.

## Chapelle
Une fondation de Sainte-Barbe destinée par son fondateur, Raoul Girard (20 mars 1443), à être desservie dans l'église de Gorron et celle de Saint-Jacques, dotée en 1729, ont été transférées dans cette chapelle où une ordination a été faite en 1580 par l'évêque auxiliaire du Mans et un mariage béni par le curé de Châtillon en 1650.
Parmi les chapelains on trouve : 
- Louis de Chappedelaine, 1621 ;
- Michel Tronchay, chanoine de Saint-Michel de Laval, disciple de Louis-Sébastien Le Nain de Tillemont ;
- Jacques-Joseph Jouanne, du diocèse de Séez, chanoine de Saint-Cloud, 1758.

## Liste des seigneurs

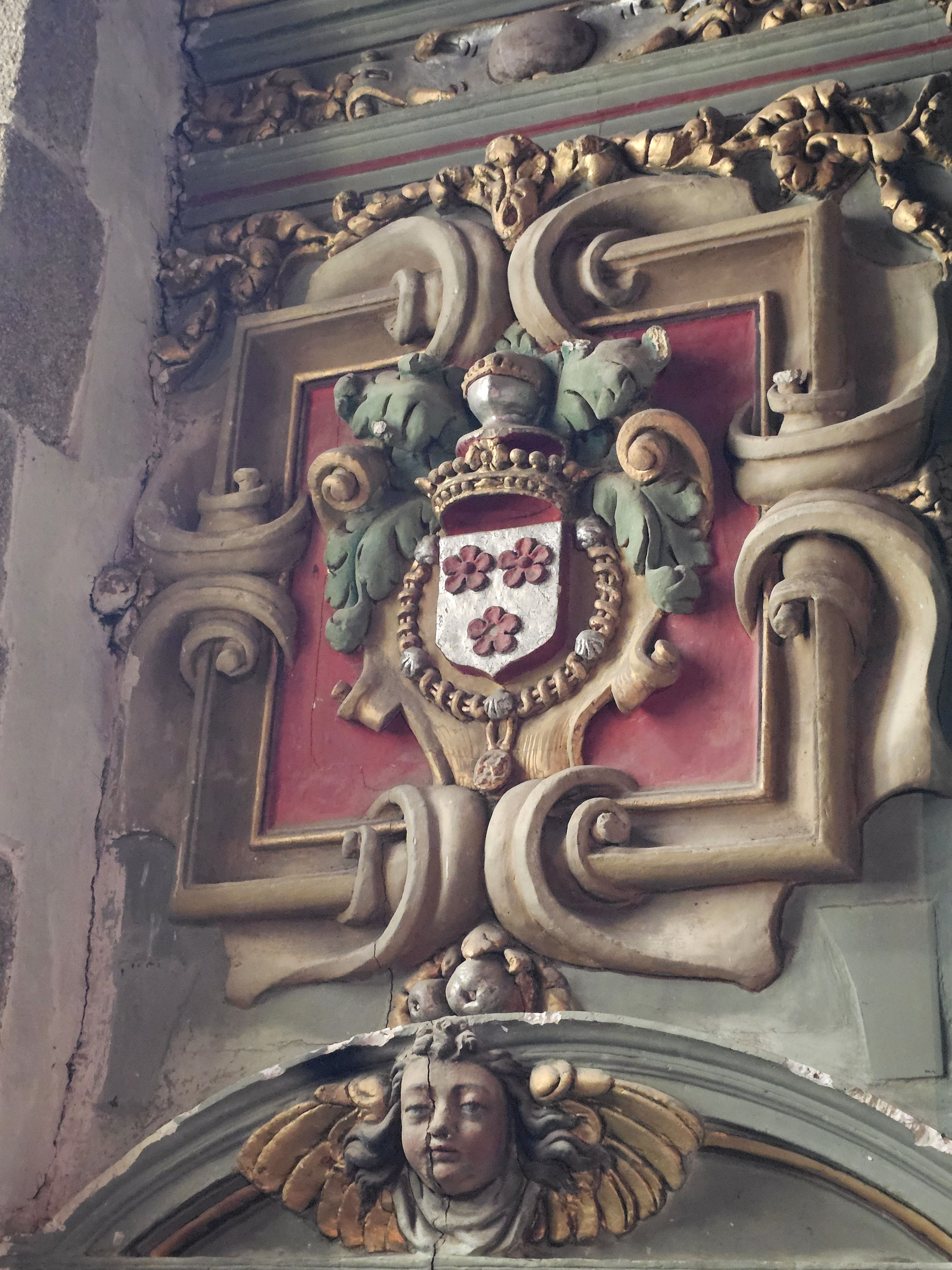
Armes des Plessis-Châtillon.

La famille du Plessis-Chatillon est une famille originaire du Maine dont la filiation est suivie depuis le XVe siècle. Ses armes portent la devise D'argent à trois quintefeuilles de gueules. Elle comprend :
- Jean du Plessis, cité dans l'aveu de Mayenne, 1387.
- Jean du Plessis qui figurait à la bataille de Saint-Aubin-du-Cormier, du parti des Bretons, mari de Jeanne des Aubiers.
- Jean du Plessis, 1495 et Jeanne de Mathan, sa veuve, 1519.
- Louis du Plessis-Châtillon, époux de :
  - Charlotte de Scépeaux, sœur de François de Scépeaux, maréchal de Scépeaux  de Vieille-Ville,
  - puis de Renée du Bellay, dame de Courceriers, fille de Jean II du Bellay, baron de La Flotte et seigneur de Hauterive, chevalier de l'Ordre du Roi. Louis a dans le couvent des Cordeliers d'Angers « une tombe de cuyvre longue de 5 pieds et large de 2 moins un poulce » sur laquelle est gravé un écrit de Jacques Bruneau de Tartifume « un homme armé de toutes pièces, fors la teste et les mains, et recouvert d'une tunicque chargée de quintefeuilles, autour de laquelle sont burinés ces mots : Messire Loys du Plessis Chastillon, de Courceriers, Chauvigné (?), les Aubiers et de Vaulx, lequel et pour son épouse dame Renée de Bellay que Dieu absolue … (sic) et décéda le 2 aoust 1560 ». Aux pieds de la dite figure on lit : « Passant, si tu t'enquiers qui gist en ce tombeau, C'est Loys du Plessis en son âge le plus beau Qui de son los céleste aux dieux a fait envie. Pour jamais sa louange suyvra sa belle vye D'un charitable office pour luy qui est passé Le seigneur tout puissant : Requiescat in pace ». Aux 4 coins du chef de la dite tombe sont gravés ces écussons :

1. un écu à 3 quintefeuilles ;
2. un vairé contrevairé, avec collier de saint Michel.
3. Aux pieds ces losanges environnés d'une cordelière : 1° du Bellay ; 2° coupé, au un 2 léopards l'un sur l'autre, au deux fascé de 8 pièces. On sait par la généalogie de la famille, écrite en 1596, que Louis du Plessis-Châtillon est mort de la maladie de l'homme de pierre à Angers et que sa veuve s'est retirée au Plessis où elle est morte en 1567. Le chiffre des deux époux est reproduit plusieurs fois au château.

- François du Plessis-Châtillon, chevalier de l'ordre de Saint-Michel, 1570, mari de Nicole de Reynier, mort d'apoplexie le 30 juin 1605. Son cœur a été déposé dans l'église de Saint-Thomas-de-Courceriers et son corps amené dans la chapelle du Plessis, puis « en présence d'un grand nombre de nobles, de peuple et de clergé », le 2 juillet, dans l'église de Châtillon. Sa veuve a été inhumée le mercredi des Cendres 1628, dans l'église de Saint-Thomas.
- René du Plessis-Châtillon, mari de Diane de Poisieux, d'où : François (1598), René (1600), Nicole (1602), Jeanne (1604), André (1605), Catherine (1606), Marguerite (1607), Michel (1608), Madeleine (1612), Renée (1613), Suzanne (1618). La dame du Plessis rédige son testament en 1627 et meurt en 1630, un an après son mari.
- François du Plessis-Châtillon, page de la chambre du roi en 1626, rédige son testament à Bourbon-l'Archambault le 16 mai 1644.
- André du Plessis-Châtillon, frère du précédent, partage [Quoi ?] avec ses deux sœurs survivantes, Nicole et Madeleine, le 9 octobre 1645 ; « homme doux et bénin » dit Colbert, il a épousé successivement : Renée Le Porc, morte en couches (1638) et Renée Le Conte, dame de Nonant et du Merlerault et rédige son testament à Paris le 2 janvier 1668. De Renée Le Conte descend la suite des marquis de Nonant avec leur fils Jacques du Plessis-Châtillon, mort en 1707. 
  - Jacques du Plessis-Châtillon de Nonant, issu du second mariage, mari de Jeanne-Marie Fradet de St-Août (morte le 15 décembre 1738), 3e comtesse de Châteaumeillant  (morte en 1707)[2].
  - Louis Ier du Plessis-Châtillon, né le 31 janvier 1678, a eu de brillants services militaires en Flandre, en Allemagne. Il a été colonel et mestre de camp au Régiment de Monsieur le 9 mars 1700 puis brigadier le 26 octobre 1704, n'interrompant ses campagnes après la Bataille de Ramillies que par incapacité prolongée à la suite de ses blessures. Il reparaît en 1713 aux siège de Landau et de Fribourg, devient maréchal de camp le 8 mars 1718, gouverneur d'Argentan au mois d'août 1729, lieutenant général le 20 février 1734 et meurt le 13 février 1754. Il est marié en 1718 à Catherine-Pauline Colbert (1699-1773), fille de Jean-Baptiste Colbert de Torcy, marquis de Torcy, ministre des Affaires étrangères.
  - Sa sœur Jeanne-Marie du Plessis-Châtillon (1686-1763) épouse, en 1709, Philippe-Charles d'Estampes de La Ferté-Imbault (v. 1684-1737)[N 2] ;
  - leur frère Anne-Hilarion du Plessis est reçu chevalier de Malte en février 1726), colonel du régiment de Monsieur en 1700, brigadier en 1704, maréchal de camp en 1718, lieutenant général en 1734, gouverneur d'Argentan, 4e comte de Châteaumeillant en 1738, marquis de Saint-Août et de Nonant, sire de Saint-Gelais et de La Motte-Feuilly. En 1712, il épouse Anne, fille de Jean Neyret de La Ravoge, Grand-audiencier de France et trésorier général de la Marine puis, en 1718, Catherine-Pauline (1699-1773), fille de Jean-Baptiste Colbert de Torcy. Louis et sa 2e femme Catherine-Pauline Colbert laissent entre autres enfants :
    - Louis II Henri-Félix du Plessis-Châtillon (24 novembre 1726-25 août 1754) sans postérité de sa femme Marie-Madeleine-Louise, mariée en juin 1753, fille de François-Dominique Barberie de Saint-Contest, diplomate et secrétaire d'État aux Affaires étrangères), 5e comte de Châteaumeillant,
    - Marie-Félicité du Plessis-Châtillon, restée fille unique, (née le 7 octobre 1723, mariée à 25 ans en novembre 1745 à François-Antoine de Chabannes, 52 ans marquis de la Palice, lieutenant-général des Armées, gouverneur de Verdun, mort le 23 décembre 1754, 6e comtesse de Châteaumeillant, qui a vendu la terre de Châteaumeillant et ses biens du Berry en 1757. Veuve en 1754, celle-ci se remarie en février 1760 avec Charles Bernard Martial Pelet de Narbonne (1720-1775) baron de Narbonne-Pelet,  maréchal de camp et des armées du roi ; elle est veuve deux fois et âgée de 70 ans. Elle a été la bienfaitrice de la paroisse. Habitant le plus souvent Paris, elle s'y est cachée pendant la Révolution française. Dénoncée par son médecin, elle est condamnée à mort le 26 juillet 1794 (8 thermidor an II), portée à la guillotine sur un matelas et inhumée au cimetière de Picpus. Les héritiers, ayant démontré qu'elle n'avait pas quitté la France, ses biens ne furent pas confisqués.

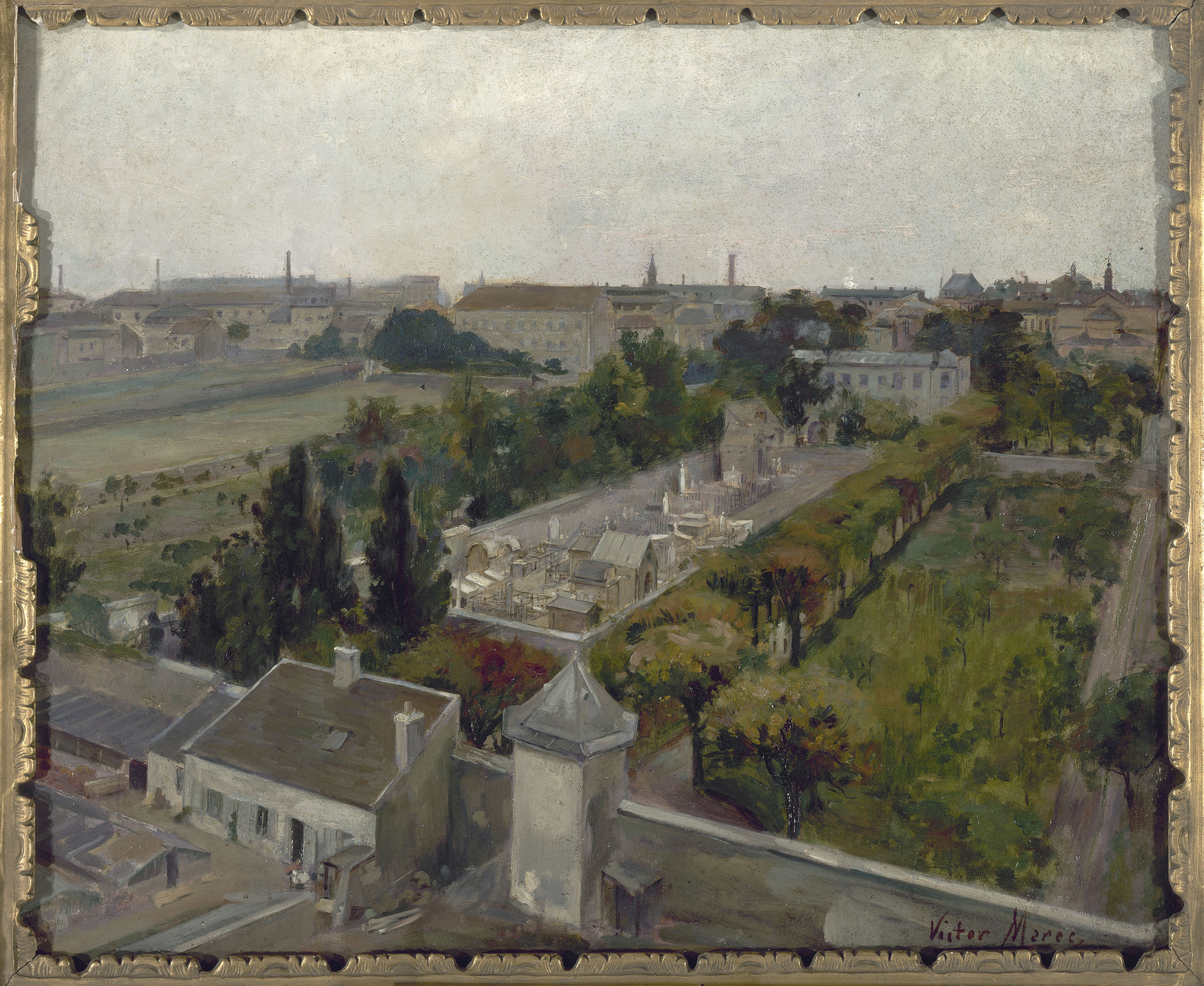
Le cimetière de Picpus et le champs des Martyrs, où furent enterrées les victimes de la Révolution, guillotinées à la barrière du Trône, Victor Marec (1898), musée Carnavalet.

Un quart de la fortune de Marie-Félicité du Plessis-Châtillon appartenait à Charlotte-Henriette-Bibienne Franquetot (1727-1805), fille du maréchal François de Franquetot de Coigny. Veuve de Jean-Baptiste Joachim Colbert et de Guy-François de La Porte de Briou, marquis de Riants, né en 1719 , décédée à Paris le 15 floréal an XIII, laissait deux fils majeurs et les dames de Saule, de Saint-Laurent, de Saint-Vallier et de Jupille. Le Plessis, à cette époque, se composait de 2 000 hectares de terre, formant cinquante-deuxmétairies et six moulins, le tout dans les communes d'Oisseau, Châtillon, Saint-Mars-sur-Colmont, Brecé et Colombiers-du-Plessis. Ses enfants mirent le Plessis en vente, il fut acheté par le vicomte Charles de La Porte de Riants, son fils.
En 1808, Adélaïde-Charlotte-Colombe de la Porte, fille unique de l'acquéreur du Plessis, épouse le comte Augustin Charles Camille de Rougé. Son père lui donne le Plessis en mariage. Augustin Charles Camille de Rougé (Paris, 27 octobre 1783 - 11 février 1865), est colonel, officier de la Légion d'honneur, démissionnaire en 1830. Ayant pris part à la guerre de Vendée en 1832, il est emprisonné à La Flèche. Il vit ensuite dans la retraite au château des Rues, dont il a hérité en 1808. Marié en 1808 avec Charlotte de La Porte de Riantz (1790-1852), ils sont les parents de l'égyptologue Emmanuel de Rougé, les grands-parents d'Olivier de Rougé, sénateur du Maine et Loire et les arrière-grands-parents d'Alain de Rougé, député de la Sarthe. Après à 1824, il vend le Plessis à un marchand de biens, qui revend une à une les terres en dépendant, à l'exception d'une dizaine, cédées avec le château du Plessis, à Louis de Hercé. Le Plessis-Châtillon, après avoir appartenu à M. de Maurienne, est ensuite la propriété de Mme Durand-Jaillard, de Mayenne.